# آتیلا یوژف
آتیلا یوژف (زادهٔ ۱۱ آوریل ۱۹۰۵در فرنتس‌واروش بوداپست – درگذشتهٔ ۳ دسامبر ۱۹۷۳ در بالاتون‌سارسو) یکی از برجسته‌ترین شاعران مجارستان، برندهٔ جایزهٔ بائومگارتن و برنده جایزه کشوت پس از مرگش است.

## زندگی
آتیلا یوژف زندگی رنج‌آوری داشت؛ در کودکی نیمه یتیم بزرگ شد و جوانی او با انکار، قساوت و سوءتفاهم توأم بود. تاکنون شرایط دقیق مرگ غم‌انگیز او با خودکشی، روشن‌نشده باقی است.
وی به عنوان معلم در دانشگاه سگد آموزش دید، اما استادی به نام آنتال هورگِر او را به دلیل شعر تحریک‌آمیز و انقلابیِ «با قلب پاک» از کار تدریس اخراج کرد. پس از آن او در چند دانشگاه در اروپای غربی ثبت‌نام کرد: در کلاس‌های وین شرکت جست و زبان فرانسه را در دانشگاه سوربن پاریس مطالعه و تکمیل کرد. در این میان، او با شعر معاصر آلمان و فرانسه آشنا شد و تحت تأثیر فرانسوا ویون قرار گرفت.
او با کمونیسم در خارج از کشور آشنا شده و سمپاتی پیدا کرده‌بود، پس از بازگشتش هم با جنبش غیرقانونی کارگری تماس داشت. با این حال، زندگی خصوصی او با بحران‌های عاطفی، ناامیدی از عشق به‌طور فزاینده حالت روانی او را آشفته کرده‌بود. او در سال ۱۹۳۷ در پی افسردگی شدید، خود را زیر چرخ‌های قطار باری در ایستگاه بالاتون‌سارسو انداخت.
آتیلا یوژف با وجودی که فقط سی و دو سال زندگی کرد، یکی از شاخص‌ترین چهره‌های شعر مجارستان است. از یوژف در دوران جمهوری خلق مجارستان به عنوان بزرگ‌ترین «شاعر پرولتاریایی» یاد می‌شد.

## یادداشت
1. ↑  جایزه ادبی که به نام زیبایی‌شناس و منتقد هنری به نام فرنتس فردیناند بائومگارتن بنیان نهاده شده‌است.
2. ↑  Tiszta szívvel